# 蔵前村
蔵前村（くらまえむら）は、かつて岐阜県稲葉郡にあった村である。
現在の岐阜市蔵前、手力町などに該当する。
町村制で蔵前村の発足時は厚見郡であったが、郡の合併で稲葉郡の村となっている。

## 歴史
- 1889年（明治22年）7月1日 - 町村制により、蔵前村発足。
- 1897年（明治30年）4月1日[2] - 方県郡の一部、厚見郡、各務郡が合併し、稲葉郡となる。当村は稲葉郡の村となる。
- 1897年（明治30年）4月1日 - 細畑村、切通村、高田村、芋島村、東中島村と合併し、南長森村発足。同日蔵前村は廃止となる。

## 神社・仏閣
- 手力雄神社